# Diuris concinna
Diuris concinna är en orkidéart som beskrevs av David Lloyd Jones. Diuris concinna ingår i släktet Diuris och familjen orkidéer. Inga underarter finns listade i Catalogue of Life.